# Воднодетелинови
Воднодетелинови (Menyanthaceae) е семейство растения от разред Астероцветни, които виреят предимно във водна средна и влажни зони. Включва приблизително 60-70 вида в шест рода, разпространени по целия свят. Простите или сложните листа изникват последователно от пълзящо коренище. В водния род Nymphoides листата са плаващи и поддържат висящо, сенниковидно или гроздовидно съцветие. При други родове съцветието е изправено и се състои от един (напр. Liparophyllum) или много цветове.Опрашваните от насекоми цветя са петделни и жълти или бели на цвят. Венчелистчетата са ресничести или украсени със странични крилца. Плодът е тип капсула.
Видовете от семейство Водноденелинови се срещат по целия свят. Родовете Горчивче и Nephrophyllidium растат само в северното полукълбо, докато Liparophyllum и Villarsia се срещат само в южното полукълбо. Видовете от род Nymphoides имат космополитно разпространение.
Водноденелинови са от икономическо значение като декоративни водни градински растения, най-търгувани са видовете от род Nymphoides. Практиката на отглеждане на неместни водни растения е довела до натурализиране или инвазивност на няколко вида.

## Родове
Потвърдени са следните шест рода в семейство Воднодетелинови:
- Liparophyllum Hook.f.
- Горчивче (Menyanthes L.)
- Nephrophyllidium Gilg
- Nymphoides Ség.
- Ornduffia Tippery & Les
- Виларсия Vent.